# Кагаяма, Тайки
Тайки Кагаяма (яп. 加賀山 泰毅; род. 14 мая 1996, Такацуки, Осака) — японский футболист, нападающий.

## Карьера

### МуСа
Футболом начал заниматься в академии Японской футбольной ассоциации в городе Фукусима. В апреле 2015 года футболист поступил в Университет Кансай, в котором стал выступать за университетскую команду. В апреле 2019 года футболист перешёл в финский клуб МуСа. Дебютировал за клуб 27 апреля 2019 года в матче против клуба «Каяани», выйдя в стартовом составе и проведя на поле все 90 минут. Дебютный гол за клуб забил 29 мая 2019 года в матче против клуба «Оулу». Футболист по ходу сезона стал одним из ключевых игроков в клубе. В матче 13 июля 2019 года против клуба МюПа-47 отличился забитым дублем. По итогу первой половины сезона футболист записал в свой актив 7 забитых голов и 5 результативных передач в 15 матчах.

### КПВ
В августе 2019 года футболист перешёл в финский клуб КПВ. Дебютировал за клуб 9 августа 2019 года в матче против клуба ХИФК. Провёл за клуб 2 матча в Вейккауслиге, где занял предпоследнее место в турнирной таблице и отправился в раунд за сохранение прописки в высшем дивизионе, где также остановился на предпоследнем месте. В стыковых матчах встретился против клуба ТПС, которому уступили по сумме встреч. По окончании сезона покинул клуб. Сам футболист за клуб сыграл в 8 матчах, в которых результативными действиями не отличился.

### «Интер» Турку
В феврале 2020 года футболист перешёл в финский клуб «Интер» из города Турку. Дебютировал за клуб 29 февраля 2020 года в матче Кубка Финляндии против клуба ТПС, забив свой дебютный гол за клуб. Затем регулярный сезон был приостановлен из-за пандемии COVID-19, который затем возобновился в середине июня 2020 года. В полуфинальном матче 28 июня 2020 года победил клуб «Лахти» и вышел в финал турнира. Первый матч в чемпионате сыграл 2 июля 2020 года в матче против клуба РоПС. Дебютный гол в чемпионате забил 11 июля 2020 года в матче против клуба «Ильвес», также отличившись результативной передачей. В августе 2020 года вместе с клубом отправился на квалификационный матч Лиги Европы УЕФА, где проиграл венгерскому клубу «Гонвед». В финале Кубка Финляндии 3 октября 2020 года проиграл клубу ХИК. В дебютном сезоне отличился 6 забитыми голами и 3 результативными передачами во всех турнирах. Стал серебряным призёром Вейккауслиги.
Новый сезон начал с матча в рамках Кубка Финляндии 6 февраля 2021 года против клуба «Хонка». Первый гол забил 19 февраля 2021 года в матче против клуба «Хака».  В рамках полуфинального кубкового матча 10 апреля 2021 года проиграл клубу ХИК. Первый матч в чемпионате сыграл 24 апреля 2021 года против клуба КуПС. Первыми голами в чемпионате отличился 29 мая 2021 года в матче против клуба ХИФК, забив дубль. В июле 2021 года вместе с клубом отправился на квалификационные матчи Лиги конференций УЕФА. Первый матч сыграл 8 июля 2021 года против венгерского клуба «Академия Пушкаша», который закончился ничейным счётом. В ответной встрече 15 июля 2021 года венгерский клуб оказался сильнее и вышел в следующий квалификационный раунд. Основной этап чемпионата закончил на 2 итоговом месте и отправился в чемпионский раунд, где смог занять лишь 4 место. За сезон футболист отличился 4 забитыми голами и 2 результативными передачами. По окончании срока действия контракта покинул клуб.

### «Сабах» Кота-Кинабалу
В январе 2022 года футболист перешёл в малазийский клуб «Сабах». Дебютировал за клуб 4 марта 2022 года в матче против клуба «Негери-Сембилан». Футболист сразу же закрепился в основной команде малазийского клуба. Первым результативным действием отличился 24 апреля 2022 года против клуба «Кедах», отличившись результативной передачей. Дебютный гол забил 13 мая 2022 года в матче Кубка футбольной ассоциации Малайзии против клуба «Келантан Юнайтед». Первый гол в чемпионате забил 18 июня 2022 года против клуба «Шри Паханг». Вместе с клубом дошёл до полуфинала Кубка Малайзии, где по сумме матчей уступили клубу «Джохор». По итогу сезона стал бронзовым призёром чемпионата. Футболист закончил сезон с 5 забитыми голами и 3 результативными передачами в всех турнирах в своём активе. По окончании срока действия контракта покинул клуб.

### «Самгурали»
В феврале 2023 года футболист присоединился к грузинскому клубу «Самгурали». Дебютировал за клуб 19 марта 2023 года в матче против кутаисского «Торпедо». Дебютный гол за клуб забил 22 апреля 2023 года в матче против клуба «Самтредиа». На протяжении сезона футболист был одним из ключевых игроков грузинского клуба, отличившись 6 забитыми голами и результативной передачей во всех турнирах. По итогу сезона футболист вместе с клубом завершил чемпионат на итоговом пятом месте. В декабре 2023 года по окончании срока действия контракта футболист покинул клуб.